# Fram till seger emot synd och värld
Fram till seger emot synd och värld är en psalm med text av okänd person och musik av Thoro Harris. Texten översattes till svenska av Algot Hed.

## Publikation
- Segertoner 1988 som nr 580 under rubriken "Att leva av tro - Prövning - kamp - seger".[1]

### Fotnoter
1. 1 2  Heinerborg, Karl-Erik; Lennart Jernestrand (1988). Segertoner melodisångbok. Stockholm: Förlaget Filadelfia. Libris 911558